# Urs Plüss
Urs Plüss (* 29. März 1970) ist ein Schweizer Politiker (EVP) und Mitglied des Grossen Rats des Kantons Aargau.

## Biografie

### Politik
Urs Plüss politisiert für die EVP und ist seit 2013 im Grossen Rat des Kantons Aargau vertreten. Er ist aktiv im Einwohnerrat seiner Gemeinde Zofingen sowie im Vorstand des Gewerbevereins. Ausserdem präsidiert er die Stiftung Schloss Biberstein und die EVP-Ortspartei von Zofingen.

### Berufliches
Urs Plüss hat eine Ausbildung zum Elektromonteur absolviert und später ein berufsbegleitendes Studium zum Informatik-Techniker HF abgeschlossen. Durch ein Nachdiplomstudium ist er heute diplomierter Betriebswirtschafter HF.
Im Jahre 1999 gründete er die alogis AG in Brittnau, ein Unternehmen zur Erbringung von Informatik-Dienstleistungen und Software-Entwicklungen, dem er bis heute vorsteht.

### Privates
Seit 2001 ist er verheiratet.